# 伯茨伯勒 (喬治亞州)
伯茨伯勒（英語：Burtsboro）是位於美國喬治亞州蘭普金縣的一個非建制地區。該地的面積和人口皆未知。

## 地理
伯茨伯勒的座標為34°28′42″N 84°05′23″W / 34.47833°N 84.08972°W，而該地的平均海拔高度為482米（即1581英尺）。